# Cipsela

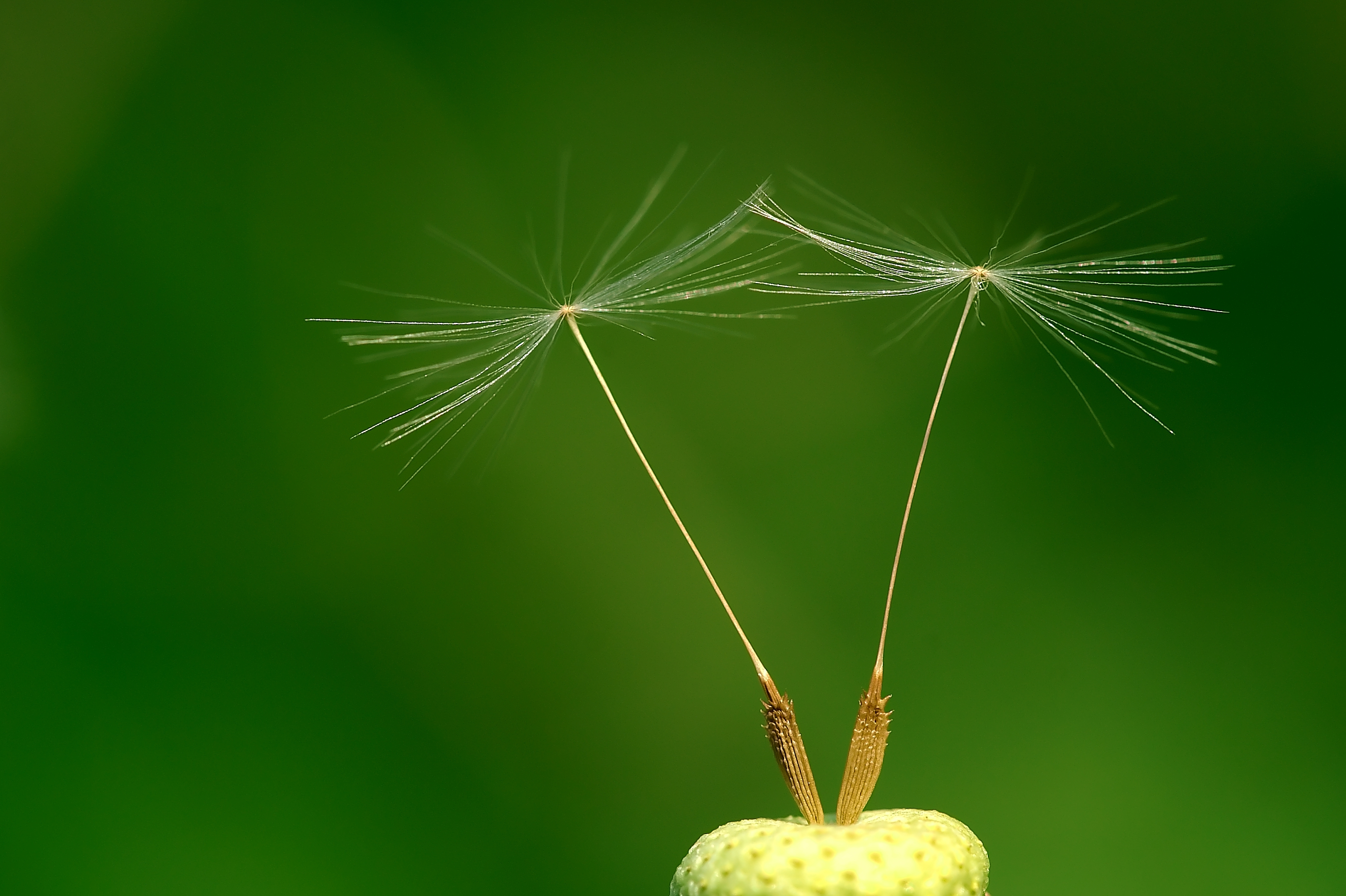
Cìpsele di Taraxacum officinale.

In botanica, una cìpsela è un frutto secco indeiscente formato da un achenio nella parte basale e da un pappo nella parte apicale; la dispersione dei semi avviene grazie all'azione del vento (disseminazione anemocora).
È tipico della famiglia botanica delle Asteracee, anche se è presente pure in altre famiglie, per esempio le Valerianacee.
Nella cìpsela di alcune specie di Asteraceae è presente uno strato di fitomelanina, una sostanza organica acellulare, che non ha una propria struttura, ma si adatta alla morfologia degli spazi intercellulari tra l'ipoderma e lo sclerenchima del frutto, conferendogli un'eccezionale resistenza alla decomposizione batterica, così come all'attacco da parte degli insetti, in particolare dalle larve delle falene dei girasoli (Homoesoma spp.).  
Tale formazione è presente in particolare nelle specie appartenenti al  Phytomelanic cipsela clade, un raggruppamento che comprende le tribù Coreopsideae, Bahieae, Chaenactideae, Tageteae, Neurolaeneae, Polymnieae, Heliantheae, Millerieae, Madieae, Perityleae ed Eupatorieae.